# Beni Bertrand Binobagira
Beni Bertrand Binobagira (* 5. April 1989 in Bujumbura) ist ein burundischer Schwimmer.
Der 1,76 Meter große Sportler ging bereits bei den 14. FINA Weltmeisterschaften im Juli 2011 in Shanghai an den Start. Dort belegte er mit einer Zeit von 1:19,76 Min. Rang 64 über die 100-Meter-Schmetterling-Strecke. Die 100-Meter-Freistil-Konkurrenz beendete er auf Platz 98. Dafür benötigte er 1:03,39 Minuten. Binobagira stand im sechsköpfigen Aufgebot der burundischen Mannschaft für die Olympischen Sommerspiele 2012. In London startete er über die 100-Meter-Freistil-Strecke. In seinem 100-Meter-Freistil Vorlauf erschwamm Binobagira mit einer Zeit von 1:04,57 Minuten unter vier Teilnehmern den 4. Platz. Damit verpasste er das Halbfinale und beendete den Wettbewerb als Letzter der 56 Starter.